# Starships (Lied)
Starships (englisch für Sternenschiffe) ist ein Lied der Sängerin und Rapperin Nicki Minaj. In den Vereinigten Staaten erschien das Lied am 14. Februar 2012 als Lead-Single ihres zweiten Albums Pink Friday: Roman Reloaded. Seine Premiere hatte das Lied am selben Tag bei On Air with Ryan Seacrest. Das Lied wurde von RedOne, Carl Falk und Rami Yacoub produziert. Vom 13. bis 15. März 2012 wurde das Musikvideo auf Hawaii gedreht.
Das Lied ist, wie Pound The Alarm, Bestandteil des Spiels 'Just Dance 2014'.

## Hintergrund
Der Song war die Lead-Single des zweiten Albums der Künstlerin. Nicki Minaj war sofort von dem Beat angetan und improvisierte den Text dazu, dieser wurde dann für die Single aufgenommen. Sie zitiert im Song das Kinderlied Twinkle, Twinkle, Little Star.
Am 26. Februar 2012 sang Minaj das Lied zum ersten Mal zusammen mit Moment 4 Life, Turn Me On und Super Bass beim NBA All-Star Game 2012. Minaj sang das Lied auch in der elften Staffel von American Idol am 29. März 2012 und auf der Today-Show am 6. April. Minaj sang das Lied auch am 10. Mai 2012 in einem Medley mit Right by My Side in der The Ellen Degeneres Show.

## Komposition
Starships ist ein Eurodance-, Europop-, Elektropop- und Euro-House-Lied. Auch enthält das Lied starke Hip-Hop-Einflüsse mit Rapversen von Minaj. Einige verglichen Starships mit den Liedern von Eurodance-Gruppen, wie 2 Unlimited und C+C Music Factory. In den letzten Augenblicken des Liedes werden die Zeilen von einem Stadionpublikum gesungen. Scott Shettler von Popcrush verglich den Backgroundgesang im Chorus mit demjenigen in Britney Spears’ Welthit Till the World Ends aus dem Jahr 2011. Jocelyn Vena von MTV sagte: „it’s hard not to see Spears’ influence on the rapper/singer when listening to the song.“ („Es sei schwer, nicht Britney Spears’ Einfluss auf die Rapperin/Sängerin zu erkennen, wenn man sich das Lied anhört.“) Das Billboard Magazin verglich Starships mit den Werken von Lady Gaga und Jennifer Lopez, andere Künstler, welche auch von RedOne produziert werden.

## Musikvideo
Im frühen März 2012 fragte ein Fan Minaj auf Twitter, ob es ein Musikvideo für Starships geben wird. Minaj antwortete schnell: „Yes. Of course barbz. Don’t be silly“. („Ja. Natürlich barbz. Werdet nicht albern.“) Das Musikvideo zu Starships wurde innerhalb von drei Tagen vom 13. März bis zum 15. März 2012 auf Oahu Insel in Hawaii gedreht. Regie führte Anthony Mandler. In einem Interview mit Capital FM lobte Minaj das Musikvideo und bezeichnete es als „very, very saucy“ („sehr, sehr frech“) und als ihr bisher bestes Musikvideo. Das Musikvideo feierte seine Premiere am 26. April 2012 um 7:56 auf MTV.
Das Musikvideo beginnt mit einem Raumschiff, welches an einer Insel entlangfliegt. Durch den Flug werden die Bewohner der Insel wach. Das Raumschiff beamt anschließend ein pinkes Bikini-Mädchen mit grünen Haaren (Nicki Minaj) auf die Insel. Das Mädchen fängt dann an, das Lied zu singen. Sie wird von den Einheimischen der Insel vermutlich als Göttin verehrt. In der nächsten Szene tanzt Minaj in den Bergen und trägt einen weißen, pinken und schwarzen Bodysuit, hinter ihr befindet sich eine Glasbox, welche sie zum Tanzen benutzt. In der nächsten Szene ist es Nacht und Minaj sitzt in der Nähe eines Vulkans auf der Glasbox, die Einheimischen tanzen dabei um die Box. In der letzten Szene feiert die jetzt Blonde in einem Stripper-Outfit mit den Inselbewohnern. Zwischen den Szenen werden Clips eingeblendet, die Minaj mit Kaleidoskop-Effekten zeigt. Im letzten Moment des Musikvideos singt Minaj die letzten Szenen und schaut direkt in die Kamera.
John Mitchell von MTV kritisierte die Veröffentlichung des Musikvideos. Er selbst fand es fremd, dass das Musikvideo zur dritten Single des Albums Beez in the Trap früher veröffentlicht wurde, als das Musikvideo zur ersten Single Starships.

## Kommerzieller Erfolg

### Chartplatzierungen
Starships debütierte im Februar 2012 direkt auf Platz 9 der amerikanischen Billboard Hot 100. Es ist ihr zweiter Top-Ten-Hit als Solokünstlerin in den Vereinigten Staaten, nachdem Super Bass im Jahr 2011 Platz 3 erreicht hat. Bis jetzt ist die Höchstplatzierung von Starships in den Vereinigten Staaten Platz 5, außerdem wurde das Lied in den Vereinigten Staaten auch mit einer Platin-Schallplatte ausgezeichnet. Im Vereinigten Königreich debütierte das Lied auf Platz 16 und erreichte am 18. März 2012 Platz 2, damit ist das Lied bisher Minajs größter Erfolg in den britischen Charts, insgesamt ist es dort ihr zweiter Top-Ten-Hit. In Kanada, Frankreich, Irland, Norwegen und Neuseeland erreichte das Lied auch die Top Ten.
| ChartsChartplatzierungen       | Höchstplatzierung | Wochen |
| ------------------------------ | ----------------- | ------ |
| Deutschland (GfK)              | 17 (25 Wo.)       | 25     |
| Österreich (Ö3)                | 26 (24 Wo.)       | 24     |
| Schweiz (IFPI)                 | 5 (31 Wo.)        | 31     |
| Vereinigte Staaten (Billboard) | 5 (31 Wo.)        | 31     |
| Vereinigtes Königreich (OCC)   | 2 (45 Wo.)        | 45     |

| ChartsJahrescharts (2012)      | Platzierung |
| ------------------------------ | ----------- |
| Deutschland (GfK)              | 78          |
| Schweiz (IFPI)                 | 28          |
| Vereinigte Staaten (Billboard) | 9           |
| Vereinigtes Königreich (OCC)   | 7           |

### Auszeichnungen für Musikverkäufe
| Land/Region                  | Auszeichnungen für Musikverkäufe (Land/Region, Auszeichnung, Verkäufe) | Verkäufe   |
| ---------------------------- | ---------------------------------------------------------------------- | ---------- |
| Australien (ARIA)            | 12× Platin                                                             | 840.000    |
| Belgien (BRMA)               | Gold                                                                   | 15.000     |
| Brasilien (PMB)              | Diamant                                                                | 250.000    |
| Dänemark (IFPI)              | Gold                                                                   | 15.000     |
| Deutschland (BVMI)           | Platin                                                                 | 300.000    |
| Frankreich (SNEP)            | —                                                                      | 103.200    |
| Italien (FIMI)               | Platin                                                                 | 30.000     |
| Japan (RIAJ)                 | Platin                                                                 | 250.000    |
| Neuseeland (RMNZ)            | 5× Platin                                                              | 150.000    |
| Norwegen (IFPI)              | 3× Platin                                                              | 120.000    |
| Schweden (IFPI)              | 3× Platin                                                              | 120.000    |
| Schweiz (IFPI)               | Platin                                                                 | 30.000     |
| Spanien (Promusicae)         | Platin                                                                 | 60.000     |
| Vereinigte Staaten (RIAA)    | Diamant                                                                | 10.000.000 |
| Vereinigtes Königreich (BPI) | 4× Platin                                                              | 2.400.000  |
| Insgesamt                    | 2× Gold · 32× Platin · 2× Diamant ·                                    | 14.683.200 |

Hauptartikel: Nicki Minaj/Auszeichnungen für Musikverkäufe